# Unciaal 069
Unciaal 069 (Gregory-Aland), ε 12 (Soden), is een van de Bijbelse handschriften. Het dateert uit de 5e eeuw en is geschreven met hoofdletters (uncialen) op perkament.

## Beschrijving
Het bevat de tekst van de Evangelie volgens Marcus met lacunes. De gehele Codex bestaat uit 2 bladen (8 × 4,5 cm) en werd geschreven in een kolom per pagina, 25 regels per pagina.
Inhoud
Marcus 10,50.51; 11,11.12.
De Codex is een representant van het Byzantijnse tekst-type, Kurt Aland plaatste de codex in Categorie III.

## Tekst
| Recto ιμ]ΑΤΙΟ [αυτου α]ΝΑΣΤΑΣΗΛ ΘΕΝΠΡΟΣΤΟΝΙΝ ΚΑΙΑΠΟΚΡΙΘΕΙΣΛε[?] ΓΕΙΑΥΤΩΟΙΣΤΙΘ[ε] ΛΕΙΣΠΟΙΗΣΩΣΟ[ι] ΟΔΕΤΥΦΛΟΣΕΙ[πεν] | Verso Και[περι βλεψαμε] ΝΟΣΠΑΝ[τα οψι] ΑΣΗΔΗΟΥΣΗΣΤΗ[ς] ΩΡΑΣΕΞΗΛΘΕΝ ΕΙΣ ΒΗΘΑΝΙΑΝ ΜΕ [τ]ΑΤΩΝΔΩΔΕΚΑ [k]ΑΙΤΗΕΠΑΥΡΙΟΝ |

## Geschiedenis
Het handschrift bevindt zich in de Universiteit van Chicago (Oriental Institute 2057) in Chicago.